# 塔克斯克羅斯羅茲 (喬治亞州)
塔克斯克羅斯羅茲（英語：Tax Crossroads）是位於美國喬治亞州塔爾博特縣的一個非建制地區。該地的面積和人口皆未知。

## 地理
塔克斯克羅斯羅茲的座標為32°48′42″N 84°35′54″W / 32.81167°N 84.59833°W，而該地的平均海拔高度為254米（即833英尺）。